# دنگ و فنگ روزگار
دنگ و فنگ روزگار یک مجموعه تلویزیونی کمدی است که فیلمنامه این سریال را حسن وارسته طراحی و سرپرستی کرده و نوشته است و امیر طالبی کاشانی آن را تهیه و جواد مزدآبادی آن را کارگردانی نموده‌است، این سریال ۳۰ قسمتی که قریب به ۱۲۰ بازیگر در آن ایفای نقش می‌کنند در بیش از ۷۰ لوکیشن در تهران تصویربرداری شد.

## خلاصه داستان
داستان آن به ارتباط دو دوست بر می‌گردد که طی شراکتی دچار مشکلاتی می‌شوند و ناچار خواهند شد سال‌ها این مشکل را پنهان کنند. همین پنهان‌کاری باعث اتفاقات طنزی می‌شود. در قسمتی از این فیلم یکی از دوستان اقدام به فروش سهم خود می‌کند که بعد از فهمیدن شریکش موجب ناراحتی و اقدام متقابل شریک می‌شود.

## بازیگران
- محمد نادری  در نقش اردشیر چالنگری-نقش اصلی
- سیروس گرجستانی در نقش ولی اتفاقی-همسایه اردشیر
- پانته‌آ مهدی‌نیا  در نقش نغمه- زن اردشیر ومادرنواونوید
- نیما شاهرخ شاهی در نقش انوشیروان (انوش)چالنگری
- امیر غفارمنش  در نقش صابر دودکار-هم ولایتی اردشیر
- غلامرضا نیکخواه درنقش فریدون هزارخانی-پدرگلبرگ
- ساعد هدایتی  در نقش آقای صفا روح- اهالی محله
- مهدی امینی‌خواه  در نقش تیمور-دزد مغازه فریدون
- سینا رازانی در نقش شاهد عینی-طلبکاراردیشر
- محمد فیلی در نقش کاوه چالنگری- پدر اردیشر و انوش
- زهرا داوودنژاد در نقش نعیمه-  خواهر نغمه زن فیروز
- ‌مهری ال آقا در نقش دلشاد خانم-زن ولی
- مریم شاه‌ولی در نقش نوا چالنگری-دختر اردشیر و نغمه
- مینا نوروزی  در نقش زری خانم- همسایه بمانی
- ساقی زینتی  در نقش مرصع- زن صفا
- بیتا خردمند درنقش پروین زمان-دوست نواخواهر خیام
- عباس محبوب  در نقش کارمند بیمارستان
- طاهره علایی  درنقش رخساره(عزیز)-مادراردشیروانوش
- فریده دریامج  در نقش مادرشوهر شادی خانم
- فرخنده فرمانی‌زاده در نقش بمانی چالنگری-خواهر کاوه
- فاطمه شکری  در نقش سمانه-زن فریدون
- آیدین نصرتی در نقش آتیلا-پسر فیروز و نعیمه
- ژیار محمدزاده در نقش نوید چالنگری-پسراردشیر و نغمه
- ساره صحرایی در نقش شادی خانم
- ستاره صحرایی در نقش شیرین خانم
- طناز دهقان در نقش گلبرگ هزارخانی-دخترفریدون
- آریا نرج‌آبادی در نقش نیما چالنگری-پسر انوشیروان
- بیژن بنفشه‌خواه  در نقش فیروز- باجناق اردشیر
- زهره فکورصبور در نقش خانم روشن-مسئول شورا محله
- سیروس میمنت  در نقش سروش خلیلی-همسایه اردشیر
- سوگل طهماسبی درنقش خانم بدیعی-معلم مرکز کاردرمانی
- بهزاد رحیم‌خانی  در نقش مدیر کمپ اعتیاد
- سیامک اشعریون  در نقش نمایشگاه ماشین دار پدر نجمه
- وحید بیطرفان در نقش خیام زمان-خواهر پروین
- وحید ندایی در نقش سلیمان فعلی- دوست و دزد پول اردشیر
- شیرین آقارضاکاشی
- ژاله درستکار  در نقش همایون افشار-مسئول نمایشگاه
- الهه رحمتی در نقش زن صابر
- امیر شاداب در نقش ایمان منش-همکار خیام زمان
- صفرعلی کوهی در نقش پیرمرد داخل بیمارستان